# Rémy Couvez
Rémy Couvez est un vielleur français.

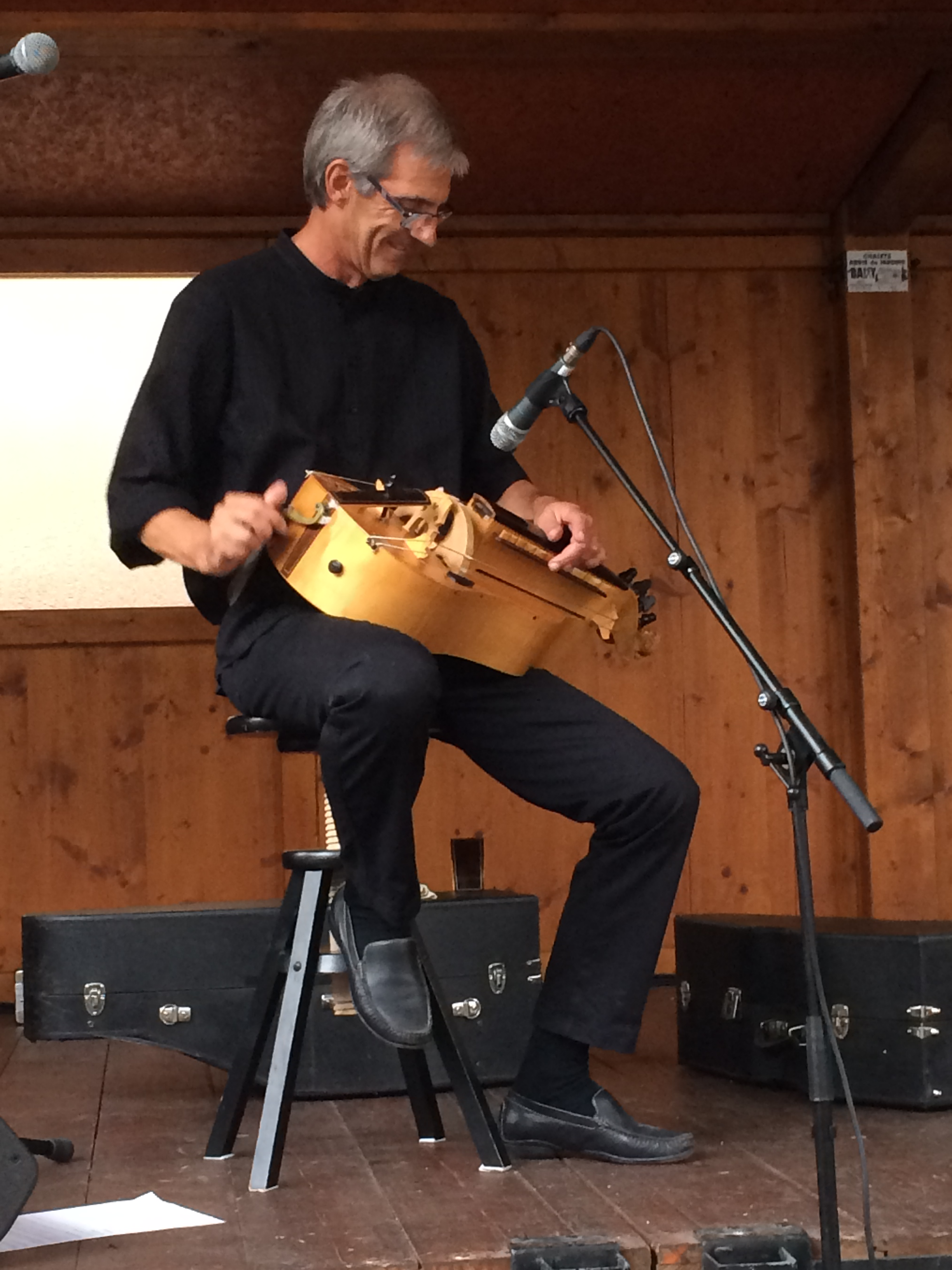
Rémy Couvez en concert (pour les Musical'Été) le 20 août 2016 à Annemasse, en Haute-Savoie.

## Biographie
Rémy Couvez est né en Normandie dans une famille de musiciens. D'abord utilisateur du piano et de la clarinette, il découvre la vielle en 1978, lui faisant ainsi découvrir une approche différente de la musique,. Il s'engage, dès 1981, dans une utilisation personnelle de l'instrument et dans des nouvelles techniques de jeu.
Jusqu'en 2000, il crée des musiques alliant la vielle à des instruments électriques ou électroniques.
Depuis cette période, il revient à la musique acoustique, mettant en avant les qualités vibratoires de la vielle, et compose des œuvres pour ensembles instrumentaux (cordes, vents, percussions).
Sa musique, mélodique dans le style néo-classique, aux accents orientaux, rappelle parfois celle d'Arvo Pärt.

## Concerts
En 1982, il fait son premier concert de compositions en solo.
Ses concerts se font souvent avec d'autres instrumentistes, notamment en quintette (vielle, violon, clavecin, sacqueboute et contrebasse) et en duo (vielle et orgue).

## Discographie
Au cours de sa carrière, Rémy Couvez a sorti 8 albums :
- 1986 : Paysages Intérieurs, auto édition.
- 1993 : Propos Insolites, éditions Buda Musique.
- 1997 : Itinérances, éditions Buda Musique.
- 2000 : Wheeling Dance, éditions Buda Musique.
- 2008 : Confluence, éditions Buda Musique.
- 2012 : Wood Song, éditions Buda Musique.
- 2014 : Vielle et Orgue, éditions Buda Musique.
- 2018 : Quintus Novum, éditions Buda Musique.